# ليو كارديناس
ليو كارديناس هو لاعب كرة قاعدة كوبي، ولد في 17 ديسمبر 1938 في ماتانزاس في كوبا.

## وصلات خارجية
- ليو كارديناس على موقع دوري كرة القاعدة الرئيسي (الإنجليزية)
- ليو كارديناس على موقعبيزبول رفرنس.كوم (الدوري الرئيسي) (الإنجليزية)
- ليو كارديناس على موقعبيزبول رفرنس.كوم (الدوري الثانوي) (الإنجليزية)
- ليو كارديناس على موقع إي إس بي إن.كوم (أم.أل.بي) (الإنجليزية)
- ليو كارديناس على موقع مشجعي الرسوم البيانية (الإنجليزية)